# Маре (остров, Новая Каледония)
Маре (англ. Maré Island, фр. Île Maré) — второй по величине и самый высокий остров в группе Луайоте в Тихом океане. Входит в состав Новой Каледонии. Административно подчиняется коммуне Маре провинции Луайоте.

## География
Остров Маре расположен в 110 км к востоку от острова Новая Каледония, в 47 км к юго-востоку от острова Лифу и в 217 км к юго-западу от острова Анейтьюм.
Длина острова составляет около 42 км, а ширина варьируется от 16 до 33 км. Как и соседний остров Лифу, Маре в прошлом представлял собой атолл, который впоследствии был поднят до современного уровня (138 м). Во внутренней части острова находится бывшая лагуна, которая окружена кольцом суши, находящимся на бо́льшей высоте (в прошлом это были островки, или моту). Побережье Маре, по большей части, скалисто.

## История
Историческое название острова, Британия (англ. Britannia), было дано Маре британским капитаном Уильямом Рейвеном (англ. William Raven), который исследовал его в 1803 году. В течение очень длительного времени Маре находился под большим влиянием британцев, прежде всего, торговцев и миссионеров. Первым европейцем, высадившимся на острове (это было в 1800 году), был капитан Батлер, открывший остров Уолпол. В 1864 году остров был аннексирован Францией.

## Население
В 2009 году численность населения Маре составляла 5417 человек, большая часть из которых являются меланезийцами. Коренной язык местных жителей — ненгоне, который относится к австронезийским языкам. Основное занятие жителей — садоводство (прежде всего, выращивание авокадо).
Крупнейшие поселения Маре — деревни Тадине (Tadine) и Ла-Роше (La Roche). На острове также представлено 29 традиционных племён. Административно Маре разделён на восемь округов: Гуахма (Guahma), Тадине (Tadine), Вабао (Wabao), Эни (Eni), Меду (Medu), Ларош (Laroche), Таваинедре (Tawainedre) и Пенело (Penelo).